# 新説!?日本ミステリー
『新説!?日本ミステリー』（しんせつ!?にほんミステリー）は、2008年4月22日から2009年3月24日までテレビ東京系で放送されていたバラエティ番組である。

## 番組概要
歴史上のミステリーの新説を採り上げる番組。通説を司る青龍と新説を貫く白虎が人間をゲストとして異界へ招き、その説が真実か否かの判定を行わせるという設定となっている。
2006年12月から2008年3月まで前身のスペシャル番組『新説!?みのもんたの日本ミステリー!〜失われた真実に迫る〜』が放送されていた。2008年4月より『新説!?日本ミステリー』に改題し、レギュラー放送化された。
2009年4月より、火曜19-20時枠で2時間特番枠『火曜エンタテイメント!』が開始となったことで木曜21時枠に移動し、『決着!歴史ミステリー』に改題・内容変更して後継された。

## 放送リスト
世 - 世紀の巨大プロジェクト　特 - ミステリー特派員　追 - 追跡調査　事 - 日本ミステリー事件簿
- 第1回 （2008年4月22日[1]）

01 - 和歌山の海底遺跡は桃太郎伝説の鬼ケ島だった!?
02 - 超能力者・御船千鶴子の千里眼は本当だった!?
03 - 本能寺の変の新証拠発見!? 信長の首に秘められた暗号!!
04 - 西郷隆盛は別人だった!! テレビ初公開!! 本当の顔!発見!?
05 - 楊貴妃は日本で死んでいた!? 日本に残る楊貴妃の墓
世 - 世紀の巨大プロジェクト 関東・謎の日本王国を暴く!?-1
- 第2回 （2008年4月29日）

06 - 卑弥呼の墓を徳島で発見!?
07 - 海の大豪族 村上水軍の財宝を発見!?
世 - 世紀の巨大プロジェクト 関東・謎の日本王国を暴く!?-2
- 第3回 （2008年5月6日）

08 - 千利休は家康のスパイで秀吉を暗殺しようとしていた!?
09 - 謎の一族が1700年守り続ける不老不死の秘薬!?
世 - 世紀の巨大プロジェクト 関東・謎の日本王国を暴く!?-3
- 第4回 （2008年5月13日）

10 - 義経は生きていた!? みちのく黄金帝国の野望
11 - 五・一五事件はチャップリン暗殺計画だった!?
世 - 世紀の巨大プロジェクト 関東・謎の日本王国を暴く!?-4
- 第5回 （2008年5月27日）

12 - 天草四郎は秀吉の孫!? フィリピンに豊臣第2王朝を発見!?
13 - 日本に実在した!? ピラミッドの呪い
世 - 世紀の巨大プロジェクト 関東・謎の日本王国を暴く!?-5
- 第6回 （2008年6月3日）

14 - 青森にあったキリストの墓!? ダ・ヴィンチ・コードの真実
追 - 追跡調査!楊貴妃の墓は日本にあった!? 楊貴妃も平家もペルシャ人だった!?
世 - 世紀の巨大プロジェクト 関東・謎の日本王国を暴く!?-6
- 第7回 （2008年6月10日）

追 - 義経は生きていた!? みちのく黄金帝国の逆襲
世 - 世紀の巨大プロジェクト 関東・謎の日本王国を暴く!?-7
15 - 謎の地底遺跡トンカラリンは日本のピラミッドだった!?
- 第8回 SP （2008年7月1日）

16 - 安倍晴明の陰陽術は本当だった!?
17 - アポロ11号はやはり月に着陸していなかった!?
18 - 上杉謙信は女だった!? 家康がひれ伏す毘沙門天の正体
19 - 大奥VS江戸幕府 篤姫が将軍・大老を暗殺!?
20 - 熱海の海底遺跡は鎌倉幕府の巨大軍港だった!?
特 - 沖縄にある源氏ゆかりの場所
- 第9回 （2008年7月8日）

追 - 追跡調査 楊貴妃も平家もペルシャ人 聖徳太子もペルシャ人だった!?
世 - 世紀の巨大プロジェクト 関東・謎の日本王国を暴く!?-8
21 - 天皇になった将軍!? 金閣寺に秘められた暗号
- 第10回 （2008年7月15日）

22 - 8代将軍吉宗を生んだ謎の一族!将軍の母は忍者だった!?
世 - 世紀の巨大プロジェクト 関東・謎の日本王国を暴く!?-9
23 - 源氏物語は男が書いていた!?天皇家乗っ取り計画
- 第11回 （2008年7月22日）

24 - 足軽から天下人へ大出世の秘密 豊臣秀吉は忍者だった!?
世 - 世紀の巨大プロジェクト 関東・謎の日本王国を暴く!?-10
25 - 琉球王国を築いたのは“源氏”だった!?打倒!頼朝幻の奥州・琉球同盟!?
- 第12回 （2008年7月29日）

26 - 番町皿屋敷は怪談ではなかった!? 発見!!お菊の皿呪いの正体!
世 - 世紀の巨大プロジェクト 関東・謎の日本王国を暴く!?-11
追 - 追跡調査 熱海の海底遺跡は鎌倉幕府の巨大軍港!! 源頼朝は海人族だった!?
- 第13回 SP （2008年8月5日）

27 - 追跡調査! 日本のルーツは古代イスラエル 天下の奇祭に隠された古の暗号!?
追 - 追跡調査 秀吉暗殺計画! 利休も五右衛門も陰陽師だった!?
28 - 幕末のヒーロー 坂本龍馬は明智光秀の子孫だった!?
29 - 家康は2度死んでいた!?徳川幕府誕生に隠された出生の秘密!
30 - 四国・秘境の村に隠された天皇家の宝と平家の野望!?
追 - アポロ11号は月に着陸していなかった!? ついにNASA直撃取材に成功
- 第14回 SP （2008年9月2日）

31 - 初公開!神の島に眠る謎の海底遺跡 2000年前不老不死の王国があった!?
特 - 第二次世界大戦は呪術戦争だった!?
32 - 関ヶ原の戦いの勝敗を決めたのは春日局!? 大奥誕生の真実!
33 - 篤姫は知っていた! 大奥に入った和宮は替え玉だった!?
34 - 織田鉄砲隊vs武田騎馬隊 長篠の戦いはなかった!?
35 - 西郷隆盛は死んでなかった!?西南戦争は明治政府のやらせだった!?
- 第15回 SP （2008年9月30日）

36 - 因幡の白兎は宇宙人だった!?
37 - 天草四郎の奇跡は本物だった!?
世 - 世紀の巨大プロジェクト第2弾 沖縄海底ピラミッド王国を暴く!-1
38 - イースター島のモアイは日本人が造った!?
特 - 日本に謎のオーパーツがあった!?
事 - ツチノコの死骸を発見!?
- 第16回 SP （2008年10月14日）

39 - 大化の改新はなかった!?日本書紀の捏造!?
40 - 本能寺の変の真相!信長を殺したのはイエズス会だった!?
41 - 篤姫は勝海舟の愛人で14代将軍家茂を暗殺!?
追 - 徳川家康は春日局に暗殺されていた!?
特 - かぐや姫は宇宙人だった!?
世 - 世紀の巨大プロジェクト第2弾 沖縄海底ピラミッド王国を暴く!?-2
事 - イッシーは実在した!?
- 第17回 （2008年10月21日）

42 - 信長の妹・お市は忍者で愛人だった!?
特 - 日本最大! 謎の人魚のミイラを発見!?
43 - 吉宗を殺せ! 尾張徳川家のクーデター
世 - 世紀の巨大プロジェクト第2弾 沖縄海底ピラミッド王国を暴く!?-3
事 - 諏訪湖で発見!? 信玄の棺
- 第18回 （2008年10月28日）

44 - 元寇はなかった!?
特 - 信長と石川五右衛門の墓が同じ場所に!?
世 - 世紀の巨大プロジェクト第2弾 沖縄海底ピラミッド王国を暴く!?-4
45 - 科学では解明できない心霊写真があった!?
事 - 太平洋で恐竜を発見!?
- 第19回 （2008年11月4日）

46 - 明智光秀は生きていた!?　家康との闇の同盟!
世 - 世紀の巨大プロジェクト第2弾 沖縄海底ピラミッド王国を暴く!?-5
47 - 平清盛は平家ではなかった!?
特 - 聖徳太子の本当の顔とは!?
事 - 羽田空港の鳥居の祟り!?
- 第20回 （2008年11月11日）

追 - 坂本龍馬暗殺は本能寺の変の復讐だった!?
世 - 世紀の巨大プロジェクト第2弾 沖縄海底ピラミッド王国を暴く!?-6
48 - 謎のケベス祭りはギリシャ神話だった!?
特 - 青森に釈迦の墓が!?
事 - 雪男の足跡を発見!?
- 第21回 SP （2008年11月18日）

49 - 桶狭間の戦いの黒幕は信玄だった!?
50 - 鬼の子孫が実在した!?
51 - 頼朝暗殺の謎!鎌倉幕府は平氏が支配していた!?
52 - 大奥を作ったのは石田三成だった!?
53 - 聖徳太子はいなかった!?
世 - 世紀の巨大プロジェクト第2弾 沖縄海底ピラミッド王国を暴く!?-7
特 - 真田幸村は生きていた!?
- 第22回 SP （2008年12月16日）

54 - 超能力者 三田光一の念写は本物だった!?
55 - だるまはキリスト教徒だった!?
56 - 三億円事件は解決していた!?
57 - 篤姫は徳川家を乗っ取っていた!?
58 - 忠臣蔵の黒幕は水戸黄門だった!?
世 - 世紀の巨大プロジェクト第2弾 沖縄海底ピラミッド王国を暴く!?-8
特 - 埼玉の「血の出る松」
- 第23回 （2009年1月20日）

59 - 新撰組 土方歳三はロシアで生きていた!?
60 - 相撲は古代イスラエルの神事だった!?
世 - 世紀の巨大プロジェクト第2弾 沖縄海底ピラミッド王国を暴く!?-9
61 - 独眼竜政宗はスペイン人だった!?
特 - 寿命がわかる謎の井戸!?
- 第24回 （2009年1月27日）

62 - 秀吉の側室 淀は信長の娘だった!?
63 - 豆撒きは古代ローマの風習だった!?
世 - 世紀の巨大プロジェクト第2弾 沖縄海底ピラミッド王国を暴く!?-10
64 - 石川五右衛門は陰陽師で秀吉暗殺の刺客だった!?
特 - 岡山でも発見!!謎の階段ピラミッド
- 第25回 （2009年2月3日）

65 - 川中島の戦いの黒幕は織田信長だった!?
世 - 世紀の巨大プロジェクト第2弾 沖縄海底ピラミッド王国を暴く!?-11
66 - ザビエルの狙いは石見銀山の支配だった!?
特 - 謎の城に隠された徳川家康の野望!?
67 - 二宮金次郎像のモデルはイギリス人だった!?
- 第26回　(2009年2月10日)

68 - 坂本龍馬も薩長もフリーメイソンだった!?
69 - 豊臣秀頼は秀吉の子供ではなかった!?
特 - UFO多発地帯! 高尾山の天狗伝説!?
世 - 世紀の巨大プロジェクト第2弾 沖縄海底ピラミッド王国を暴く!?-12
70 - 西郷隆盛はキリシタンだった!?
- 第27回 SP （2009年2月17日）

71 - 古代日本・謎の大豪族 蘇我氏はローマ人だった!?
72 - 悲劇の王女・川島芳子は処刑後も生きていた!?
特 - 水戸黄門が挑んだ 呪いの竹藪
73 - 家康は東南アジアに徳川王国を造っていた!?
74 - 直江兼続は上杉家を乗っ取っていた!?
75 - 源義経は偽者だった!?
- 第28回　(2009年3月3日)

76 - 徳川綱吉は暗殺されていた!?
77 - 呪われた"大奥"!!　雛人形は呪いの人形だった!?
世 - 世紀の巨大プロジェクト第2弾 沖縄海底ピラミッド王国を暴く!?-13
78 - 平賀源内は幕府転覆を企んでいた!?
特 - 高知で武田勝頼の墓を発見!?
- 第29回 SP （2009年3月24日[2]）

教科書を変えた!? 歴史を覆す新説ベスト10　※カッコ内の数字は教科書会社の担当者による評価
10位　明智光秀は生きのびていた!?（25点）
9位　源義経は北海道に逃げていた!?（40点）
8位　桶狭間の戦いの黒幕は武田信玄!?（60点）
7位　聖徳太子はいなかった!?（65点）
4位　和宮はすり替わっていた!?（70点）
4位　五・一五事件はチャップリン暗殺が目的だった!?（70点）
4位　西郷隆盛 本当の顔発見!?（70点）
全国ミステリーマップ　天狗が書いた謎の巻物!?
完全再現!? これが本当の龍馬の最期だ!?
全国ミステリーマップ　弥生時代の土器に宇宙人が!?
戦国三大武将の真実! 徳川家康・衝撃の告白!
全国ミステリーマップ　モアイ像が日本に!?
教科書を変える!? 新説ベスト3
3位　邪馬台国は徳島にあった!?（75点）
2位　元寇はなかった!?（80点）
1位　源氏物語は男が書いていた!?（90点）
全国ミステリーマップ　お菊のお皿を発見!?
関ヶ原の1000年前! 古代日本に天下分け目の大戦があった!?

## 出演者

### 司会
- 青龍（声：松方弘樹）
- 白虎（声：ゴルゴ松本(TIM)）

### ナレーション
- 小林清志[3]
- 杉本るみ
- 遠近孝一 - 「日本ミステリー事件簿」コーナー及び文献の読み上げ部分などを担当
- 森本智子（テレビ東京アナウンサー） - 第28回・第29回で部分的に担当

### ミステリー調査員
同番組スタッフ以外に、各調査地域の当時のミスコン受賞者もレポーターとして調査に赴いた。
- 第1回　三谷友里栄 - ミス速玉

　河合英梨子 -第22代富士市かぐや姫クイーン
- 第2回　河口紗智子 - 観光とくしまOURフレンズ
- 第3回　高橋亜由美 - 若狭観光宣伝隊
- 第4回　鈴木祐希 - ミスしづはた姫
- 第5回　野田真純 - ミスロマン長崎
- 第6回　袰主舞 - 小川原湖クイーン
- 第7回　後藤真奈 -第14代とかち青空レディ
- 第8回　岡田みほ - ミス小野小町

　御秒奈々 - ミス小野小町
- 第9回　島村実希 - 2007年度ミス日本「空の日」

　花尻梓 - ミス京都学園大学
- 第10回　長田麻紀子 - きのくにフレンズ

　　頭川展子 - 京都市観光大使　※『恋のから騒ぎ』11期生
- 第11回　組屋春香 - 2007年名古屋まつり（ねね役）

　　仲井間菜々瀬 -浦添市てだこレディサンフラワー
- 第12回　山本知子 - ひこねお城大使
- 第13回　池田瞳 - ミス諏訪　由布姫

　　高倉舞 - ミス小野小町
　　荒木妙子 - ミスマーメイド
　　白藤美咲 -布施戒　ミス福娘
　　高橋渚 - ミス高知
- 第14回　中村加奈子 - 丹後きものクイーン

　　宮原夕佳 - 備前焼小町
　　頭川展子 - 再登場
　　山本彩 -第29代ミスみなと　港の女王
　　福迫香織 - 大島紬クイーン
- 第15回　小川千春 - 島根観光大使

　　岡田亜沙美 - ミス日本ネイチャー
- 第16回　千葉翔子 - 2008かしはらキャンペーンレディー

　　頭川展子 - 再登場
　　舟本真理 - ミスゆかた美人（新橋こいち祭）、現：北日本放送アナウンサー。
　　八木祥世 - 駿府お茶姫2008
- 第17回　藤川貴子 - お市の方グランプリ

　　奥沢博子 - 伊賀キャンペーンスタッフ　"伊賀っ娘"
　　磯村香織 - 有松絞りメイツ
- 第18回　内村晴佳 - 柳川観光キャンペーンレディ　水の精

　　金満祐希 - 2006年度ミス日本フォトジェニック
- 第19回　白藤美咲 - 再登場

　　頭川展子 - 再登場
　　羽山章子 - ミス日本中国四国地区代表
- 第20回　青山真由子 - ミス同志社女子大学

　　松本瞳 - 別府大学エンジェルス
- 第21回　長谷川明里 - ミス織物クイーン

　　石川めぐみ - ミス宝石グランプリ
　　田中愛 - 丹後きものクイーン
　　寶納加奈 - ひめの国キャンペーンガール　準ミスあやめ
　　工藤瑞穂 - ミスりんご
　　島村実希 - 再登場
- 第22回　千葉郁美 - ミス川開き　※千葉郁実とサインする場面があるためテロップミスと思われる

　　上田由宇 - 平成の篤姫はあなたコンテストグランプリ
　　増田万莉子 - 2008年度ミス北関東
　　額田麻由美 - 第23代赤穂義士娘
- 第23回　青山真由子 - 再登場　※この回ではミスキャンパスKANSAI2007準グランプリとして出演
- 第24回　頭川展子 - 再登場
- 第25回　吉澤彩 - 大町レディース
- 第26回　坂本麻衣 - ロマン長崎
- 第27回　島村実希 - 再登場

　　萩原梨佐 - 第20代ミス富士山
　　河野真紀 - ミスタイスキ　※タイで日本人タレントとして活動。父は河野義行
　　鈴木絢子 - 準ミス雪娘
　　栗林梨奈 - ミス鎌倉
　　阿部歩民 - はなまきイーハトーブレディ
- 第28回　三浦ありす - 2008年ミス川開き

　　井之上礼奈 - 2006年度ミス日本　海の日

### ミステリー特派員
視聴者から募集した身近にあるミステリー情報を紹介するコーナー。投稿者本人がミステリー特派員となる。
- ハニワン（声：中川亜紀子）
- ハニウサギ（声：中村知子）

### 関東・日本王国発掘プロジェクトチームリーダー
- 黒田章博 - 番組プロデューサー

### 沖縄海底ピラミッド王国調査プロジェクトチームリーダー
- 藤枝彰 - 番組ディレクター

### ゲスト
- 大友康平（2008年4月22日）
- ほっしゃん。（2008年4月22日）
- 安達祐実（2008年4月22日）
- 寺脇康文（2008年4月29日）
- 照英（2008年5月6日、2008年10月28日）
- 渡辺正行（2008年5月13日、2008年9月30日、2009年2月17日）
- 峰竜太（2008年5月20日）
- 榎木孝明（2008年5月27日、2008年11月11日、2009年2月10日）
- 石原良純（2008年6月10日、2008年11月4日、2009年3月3日)
- 北斗晶（2008年7月1日）
- 筧利夫（2008年7月1日）
- 小沢真珠（2008年7月1日）
- 細川茂樹（2008年7月8日、2008年10月14日）
- 村上弘明（2008年7月15日、2008年10月14日）
- 名取裕子（2008年7月22日）
- 東ちづる（2008年7月29日）
- 内藤剛志（2008年8月5日、2008年12月16日）
- 優木まおみ（2008年8月5日）
- 松村邦洋（2008年8月5日）
- 宅麻伸（2008年9月2日、2009年2月3日）
- 坂下千里子（2008年9月2日）
- 金子貴俊（2008年9月2日、2008年12月16日）
- 柴田理恵（2008年9月30日）
- 中山エミリ（2008年9月30日）
- 中田有紀（2008年10月14日）
- 松平健（2008年10月21日）
- 照英（2008年10月28日）
- 関根勤（2008年11月18日）
- 紺野美沙子（2008年11月18日）
- 矢口真里（2008年11月18日）
- 鈴木蘭々（2008年12月16日）
- 中村勘太郎（2009年1月20日）
- 池上季実子（2009年1月27日）
- 半田健人（2009年2月17日）
- 椿姫彩菜（2009年2月17日）
- 松方弘樹（2009年3月24日）
- ゴルゴ松本（2009年3月24日）

※太字は2時間スペシャル

### その他
VTRで見解を述べた者や調査に同行した者
- 中津文彦
- 杉山光男
- 天堂晋助
- 大野裕之
- 山口敏太郎
- 副島隆彦
- 大槻義彦
- 高橋克彦
- 井沢元彦
- 遠山美都男
- 上野正彦
- 菊池聡
- 岩辺晃三
- 大下英治
- 田宮榮一
- 松村劭
- 加治将一
- 木村政昭
- 吉村作治
- Dr.レオン
- 竹下義朗

ほか
　

## スタッフ
- 構成：川原慶太郎、遠藤昇輝、黒岩勉
- リサーチ：プラモ、キミーズ アヘッド、スコープ、ニューズクリエイト
- ロケ技術：パワービジョン、共同テレビジョン、エンドレス、千年堂テレプレス、ヴイ・ビジョンスタジオ
- 照明：テレビ東京アート
- 美術進行：金森明日香（テレビ東京アート）
- 編集技術：テクノマックスビデオセンター
- EED：松元賢一
- MA：大矢研二
- VFX：武藤努
- CG：ユー・ブイ・エス
- キャラクターデザイン：アルゴ・ピクチャーズ
- 音効：柳澤三重子（サウンドエッグノッグ）
- 編成：走尾奈美絵（テレビ東京）
- 番宣：大橋朋子（テレビ東京）
- デスク：大山比桃美（テレビ東京）
- 演出補：千葉康平、田中史世、高橋一馬、小野弘史、田中文命、梅内美穂、増野雄亮、竹田桂子
- ディレクター：河島正三郎、砂井敏男、若林倫也、日向健
- 演出：神山祐人・高橋弘樹（テレビ東京）
- プロデューサー：永田浩一・牛原隆一（テレビ東京）、山下慎一郎、新村幸三郎、中原智樹、黒田章博
- チーフプロデューサー：櫻井卓也（テレビ東京）
- 制作協力：メディア・バスターズ、nosco、テレビジョンフィールド
- 製作著作：テレビ東京

## ネット局と放送時間
| 放送対象地域   | 放送局             | 系列           | 放送日時           | 備考                                                                   |
| -------------- | ------------------ | -------------- | ------------------ | ---------------------------------------------------------------------- |
| 関東広域圏     | テレビ東京         | テレビ東京系列 | 火曜 19:56 - 20:54 | 制作局                                                                 |
| 北海道         | テレビ北海道       | テレビ東京系列 | 火曜 19:56 - 20:54 | 同時ネット                                                             |
| 愛知県         | テレビ愛知         | テレビ東京系列 | 火曜 19:56 - 20:54 | 同時ネット                                                             |
| 大阪府         | テレビ大阪         | テレビ東京系列 | 火曜 19:56 - 20:54 | 同時ネット                                                             |
| 岡山県・香川県 | テレビせとうち     | テレビ東京系列 | 火曜 19:56 - 20:54 | 同時ネット                                                             |
| 福岡県         | TVQ九州放送        | テレビ東京系列 | 土曜 19:55 - 20:54 | 系列内で唯一時差ネット 放送枠を変えたり、 放送話を前後することがある。 |
| 奈良県         | 奈良テレビ         | 独立UHF局      | 火曜 19:56 - 20:54 | 同時ネット                                                             |
| 滋賀県         | びわ湖放送         | 独立UHF局      | 火曜 19:56 - 20:54 | 同時ネット                                                             |
| 和歌山県       | テレビ和歌山       | 独立UHF局      | 火曜 19:56 - 20:54 | 同時ネット                                                             |
| 岩手県         | 岩手めんこいテレビ | フジテレビ系列 | 土曜 16:30 - 17:30 |                                                                        |
| 新潟県         | 新潟総合テレビ     | フジテレビ系列 | 火曜 14:05 - 15:03 |                                                                        |
| 宮城県         | 東北放送           | TBS系列        | 日曜 16:00 - 17:00 |                                                                        |
| 山形県         | テレビユー山形     | TBS系列        | 日曜 14:00 - 14:54 |                                                                        |
| 福島県         | テレビユー福島     | TBS系列        | 土曜 12:10 - 13:05 |                                                                        |
| 静岡県         | 静岡放送           | TBS系列        | 月曜 23:59 - 24:59 |                                                                        |
| 石川県         | テレビ金沢         | 日本テレビ系列 | 木曜 15:53 - 16:52 |                                                                        |
| 三重県         | 三重テレビ         | 独立UHF局      | 月曜 19:00 - 19:55 |                                                                        |
| 鳥取県・島根県 | 日本海テレビ       | 日本テレビ系列 | 火曜 16:53 - 17:50 |                                                                        |
| 広島県         | 中国放送           | TBS系列        | 日曜 12:54 - 13:54 |                                                                        |
| 山口県         | 山口放送           | 日本テレビ系列 | 木曜 16:00 - 16:53 |                                                                        |
| 熊本県         | テレビ熊本         | フジテレビ系列 | 木曜 24:35 - 25:30 |                                                                        |
| 宮崎県         | テレビ宮崎         | クロスネット局 | 土曜 14:30 - 15:24 |                                                                        |
| 鹿児島県       | 鹿児島読売テレビ   | 日本テレビ系列 | 火曜 15:53 - 16:53 |                                                                        |